# (1345) Потомак
(1345) Потомак (лат. Potomac) — астероид внешней части главного пояса, который принадлежит к спектральному классу X и входит в состав семейства Хильды. Астероиды данного семейства находятся в сильнейшем орбитальном резонансе с Юпитером 3:2. Он был обнаружен 23 сентября 1913 года американским астрономом Джоэлом Меткалфом в обсерватории города Тонтон и назван в честь реки Потомак, на востоке США. 

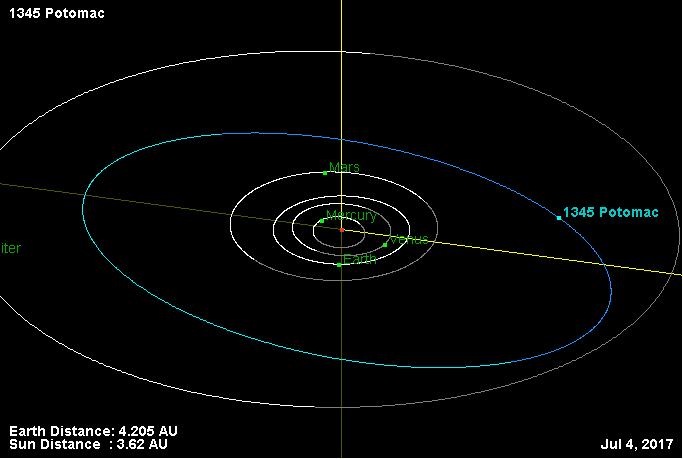
Орбита астероида Потомак и его положение в Солнечной системе